# Tomophyllum repandulum
Tomophyllum repandulum är en stensöteväxtart som först beskrevs av Kze. och Georg Heinrich Mettenius, och fick sitt nu gällande namn av Barbara S. Parris. Tomophyllum repandulum ingår i släktet Tomophyllum och familjen Polypodiaceae. Inga underarter finns listade.